# Twentythree (Carbon Based Lifeforms-album)
A Twentythree a svéd Carbon Based Lifeforms ambient duó negyedik (a Notch-ként kiadott The Path albumot is számítva ötödik) nagylemeze. 2011-ben jelent meg az Ultimae Recordsnál, 2018-ban egy újrakevert változatot is kiadtak.
A duó korábbi nagylemezeivel ellentétben a Twentythree nem acid/ambient, hanem minimalista deep ambient stílusú zene.

## Keletkezése
A zenészek már 2006 második felében eljátszottak egy ritmus nélküli, hang-szövetekre összpontosító drone album gondolatával, és 2009-ben el is készítették egy ilyen lemez korai változatát, azonban egymással és a kiadóval való tanácskozás után elvetették a terveket, és következő albumukat (Interloper) korábbi acid/ambient stílusukban készítették el. Az ötletről azonban nem mondtak le, és 2011-ben megjelent a VLA EP és a Twentythree nagylemez.
Az album nagy részét Clavia Nord Modular G2 szintetizátorral készítették. Ami a címet illeti, a leginkább kézenfekvő magyarázat az, hogy arecibói üzenet szélességét (23 oszlop) jelképezi. Egy másik vélemény szerint arra utal, hogy az album a World of Sleepers és az Interloper között kellett volna helyet foglaljon, ugyanis az előbbi dalainak számozása 22-nél ér véget, az utóbbié pedig 24-nél kezdődik.

## Leírása
A lemez témája az űrkutatás, a földönkívüli élet keresése, melyre nemcsak egyes számok címei (Arecibo, VLA), hanem az album borítóján (mind a régi, mind az új változaton) látható rádióteleszkópok is utalnak. Emellett azonban megtalálható a „földi élet” is, például a környezeti hangokra alapozott Kensington Gardensben. A Somewhere in Russia Daniel Segerstad egy moszkvai kalandját idézi, és a szám elején felolvasott verset az ottani fesztivál egyik résztvevője írta.
A VLA teljes, egy órás változata külön lemezen jelent meg, ugyancsak 2011-ben. A Twentythree egy szerkesztett, tíz perces verziót tartalmaz. A szám a Sound Forge Acoustic Mirror plug-injével való kísérletezés során született meg.
A stílusváltás ambivalens érzéseket keltett a rajongókban és a kritikusokban. Hiányolták a korábbi három CBL-album (az úgynevezett „Ultimae-trilógia”) hangzását, ugyanakkor elismerték, hogy a lemez helytáll deep ambient albumként. Egy megfigyelés szerint a Twentythree stílusa nem az előző albumok irányával való szembefordulás, hanem a korábbi alkotások ambient rétegeinek kibontakoztatása, az azokba való belemerülés.

### Számlista
1. Arecibo
2. System
3. Somewhere in Russia
4. Terpene
5. Inertia
6. VLA (Edit)
7. Kensington Gardens
8. Held Together By Gravity